# Бахметьев, Владимир Матвеевич
Владимир Матвеевич Бахметьев (2 [14] августа 1885, Землянск, Воронежская губерния, Российская империя — 16 октября 1963, Москва, СССР) — русский советский прозаик, публицист, литературный критик, классик социалистического реализма. Член РСДРП(б) с 1909 г.

## Биография

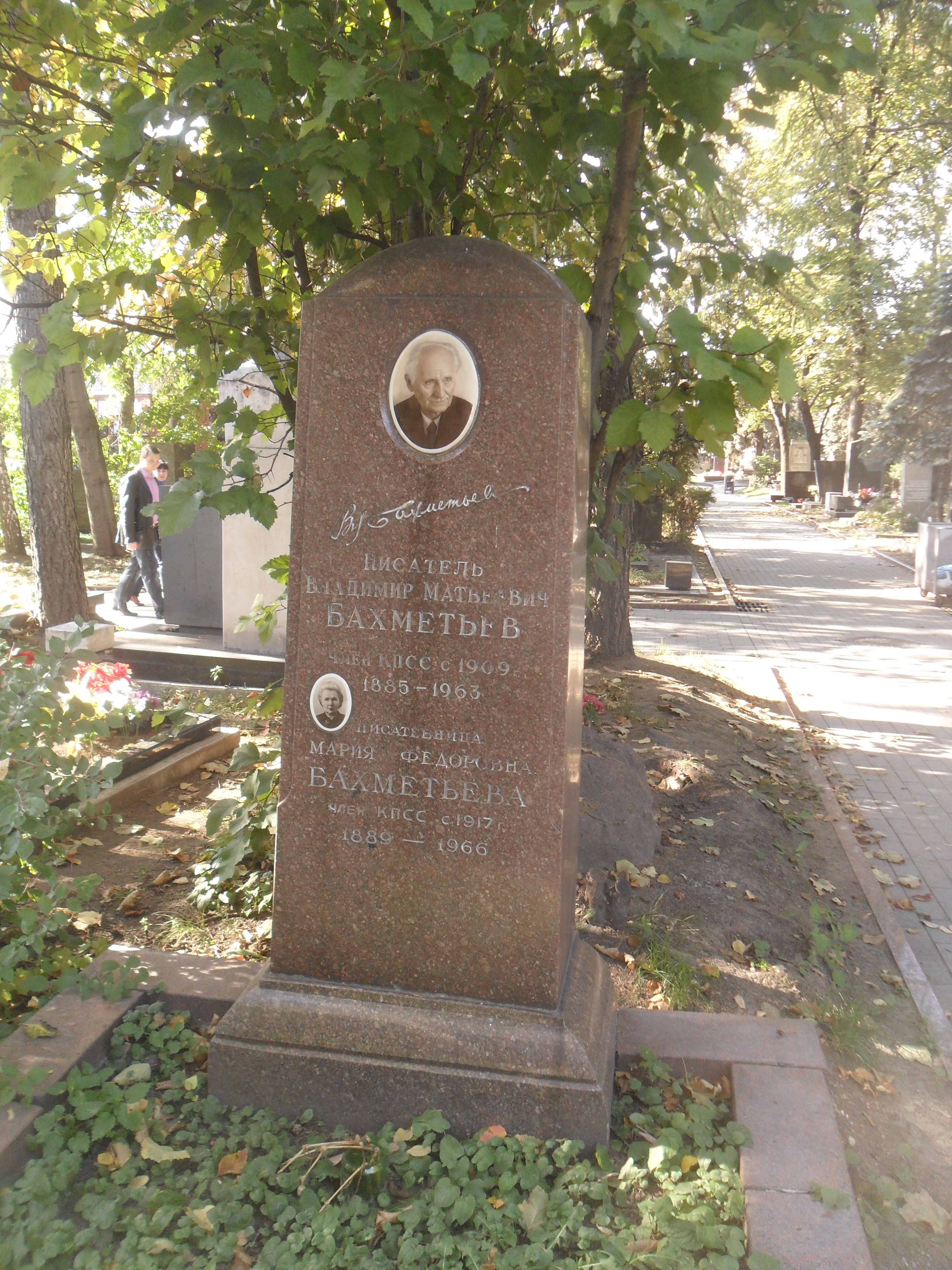
Могила Бахметьева на Новодевичьем кладбище Москвы.

Владимир Матвеевич Бахметьев был выходцем из семьи мелкого чиновника. Свои оппозиционные и атеистические настроения впоследствии Бахметьев связывал с влиянием «дядьёв» - уездных гробовщиков, «пьяниц и безбожников». После окончания уездного училища (1804) работал писарем в уездной земской управе. В 1905 году вместе с женой (машинисткой управы) выпускал на гектографе подпольный журнал «Красный лапоть», опубликовал там свои первые стихи, рассказы и повести, посвящённые жизни крестьянства. Тогда же его увлекла революционная работа, за которую в 1908 году он был арестован и сослан в Барнаул. Оттуда писатель переехал в Новониколаевск, где вступил в ряды РСДРП в 1909 году.
В 1910 (или 1911) году в газете «Обская жизнь» был издан первый рассказ писателя «Лихолетье». Сотрудничал в газетах «Обская жизнь» и «Алтайское дело», где с 1910 года печатал очерки об Алтае (М. Горький назвал их в письме к В. И. Анучину от 6 февраля 1913 года свежими и сочными). В 1913 году редактировал газету «Сибирская новь». Как защитник реализма выступал и в качестве литературного критика: статьи о Г. Д. Гребенщикове («Сибирская новь», 1913), против декадентской литературы ― «чертовщины, рождённой певцами отмирающих клеточек на здоровом теле» (газета «Алтайское дело», 1913), о М. П. Арцыбашеве, Б. В. Савинкове, Ф. Сологубе, Д. С. Мережковском.
С 1914 года он живёт и работает в Томске, где судьба сводит его с В. Шишковым. Рассказы и повести Бахметьева публиковались в сибирской и столичной печати: «Машина» (в книге «Алтайский альманах», СПб., 1914), «Сухой потоп»
(«Сибирский студент», 1914), «У последней воды» («Сибирская жизнь», 1914), «Железная трава» («Ежемесячный журнал», 1915; позднейшее название ― «Алёна»), «Мать» (сборник «Северные зори», М., 1916) и др. Печатался также в «Сибирской неделе», «Голосе Сибири», «Сибирской жизни» и др.
В 1915 году литератора снова арестовывают за распространение антивоенной агитационной литературы. 
После Февральской революции 1917 года заведовал в Томске отделом народного образования в Городской думе, редактировал партийную газету «Сибирский рабочий», был также комиссаром по народному просвещению Западной Сибири.
В 1921 году он переезжает в Москву, где становится членом литературной группы «Кузница» и ответственным редактором её журнала. Опубликовал свою первую книгу рассказов «На земле» (1924), роман «Преступление Мартына» (1928) и др. В рассказах Бахметьева преобладают темы героизма («Одна ночь», «Железная трава») и женских судеб («Мать», «Ошибка», «Её победа»). В 1934 входил в первое правление СП СССР. Жил в Москве в знаменитом «Доме писательского кооператива» (Камергерский переулок, 2).
В своих литературно-критических статьях писатель выступал против новых направлений в литературе, в частности, против символизма. Его произведения носили сугубо реалистичный характер. Ему нельзя отказать в знании жизни, наблюдательности, чувстве языка. В романе «Преступление Мартына» Бахметьев исследует причины, побудившие главного героя в самый ответственный момент покинуть вверенный ему эшелон с беженцами и партийной кассой. Это произведение вызвало бурную дискуссию в печати, его осуждали В.Шкловский, А.Фадеев и пр, и в 1947 роман вышел в переработанном по партийным указаниям виде.
После войны, всё время оставаясь в русле реализма, писатель публикует ряд рассказов, темой которых становится героизм советских солдат на поле боя.

## Книги
- На земле, 1924
- Преступление Мартына, 1928
- Наступление, 1938, в переработанном виде под названием «У порога», 1941
- Собр. соч. В 3-х тт., 1926-30
- Избранное, 1947, 1953
- Избр. произв. В 2-х тт., 1957

## Награды
- орден Ленина (13.08.1945)
- орден Трудового Красного Знамени (31.01.1939)